# BIG RTL Thrill
BIG RTL Thrill est une chaîne de télévision thématique nationale indienne de divertissements et d'actions ciblant un public masculin.

## Histoire de la chaîne
BIG RTL Thrill est la première coentreprise de RTL Group et Reliance Broadcast Network et la première chaîne de télévision du groupe RTL hors d'Europe.
Le 5 novembre 2012, BIG RTL Thrill commence à émettre dans la province indienne de l'Uttar Pradesh.
Son slogan est : Action ka Baap (Destination Action ultime).

## Organisation

### Capital
BIG RTL Thrill est une coentreprise entre Reliance Broadcast Network et RTL Group, qui détiennent chacun la moitié du capital.

## Programmes
BIG RTL Thrill se positionne comme une chaîne de divertissement d'action destinée aux téléspectateurs de sexe masculins âgés de 15 à 44 ans. Elle diffuse des programmes internationaux produits par la filiale de RTL Group, FremantleMedia, mais aussi par Endemol et Red Bull, ainsi que des émissions et séries tels que Fear Factor (en), Cobra 11, Criss Angel, Wipe Out et Alerte à Malibu, tous doublés en hindi.  